# 默尔特省
默尔特省（法語：Département de la Meurthe）是法国历史上的一个省份，以默爾特河命名，成立于1790年，省会南锡。
1871年，德国依《法蘭克福條約》吞并了阿尔萨斯的大部分与洛林的四分之一，默尔特省的东北部即萨尔堡区与萨兰堡区也一同被吞并，该省宣告终结。该省未被吞并的部分与摩泽尔省未被吞并的布里埃区合并为新省份“默尔特-摩泽尔省”。
1919年，協約國在第一次世界大战中胜利，德国依《凡尔赛条约》将阿尔萨斯-洛林归还法国。然而，默尔特省和摩泽尔省并未按被吞并之前的省份边界重建。默尔特-摩泽尔省继续保留，默摩二省被吞并的部分合并为了新的摩泽尔省，其名称与旧的摩泽尔省相同，但边界完全不同。